# Fülöp Sándor (jogász)
Fülöp Sándor (Montréal, Kanada, 1957. október 17.) jogász, ügyvéd. 2008 és 2011 között a jövő nemzedékek országgyűlési biztosa.

## Életpályája
1977-ben kezdte egyetemi tanulmányait az Eötvös Loránd Tudományegyetem Jogtudományi Karán, ahol 1982-ben jogi doktorátust szerzett. Emellett 1987-ben elvégezte az ELTE Bölcsésztudományi Karának pszichológia szakát is.
A Fővárosi Főügyészségen helyezkedett el ügyészként, ahol 1991-ig dolgozott, ekkor áthelyeztek a Legfőbb Ügyészségre. Az ügyészi pályát 1993-ban hagyta el, amikor csatlakozott a Ruttner and Partners ügyvédi irodához. 1994-ben a Környezeti Management és Jog Egyesülethez ment, ahol ügyvédi tevékenységet folytatott 2008ig. Az egyesület környezetvédelmi jogi adatbankját és tanácsadó szolgálatát vezette. 1996 óta meghívott adjunktus az Eötvös Loránd Tudományegyetem Állam- és Jogtudományi Karán, ahol a közigazgatási jogi tanszéken oktatott környezetvédelmi jogi kurzus társoktatója. Több hazai egyetemen és külföldi konferencián tartott előadásokat.

### Közéleti pályafutása
1998 és 2003 között az Országos Környezetvédelmi Tanács tagja, majd elnökhelyettese volt, 1999-től 2001-ig a Közép-Kelet Európai Közérdekű Környezetvédő Jogászok Egyesületének elnöki tisztét töltötte be. 2002-ben az Aarhusi egyezmény Jogérvényesítési Bizottságának tagja lett. Részt vett a környezetvédelmi törvény megalkotásában. 2003-ban kinevezték a Környezettudományi Központ Alapítvány kuratóriumának elnökévé.
2008 januárjában Sólyom László köztársasági elnök Nagy Boldizsár sikertelen jelölése után őt jelölte az újonnan alakult jövő nemzedékek országgyűlési biztosának. Ekkor az Országgyűlés nem szavazta meg. Később újra őt jelölte a köztársasági elnök a tisztségre, ekkor az Országgyűlés 302 igen és 59 nem szavazat ellenében megválasztotta ombudsmanná. Az ombudsmanok megválasztásához a jelenlévő országgyűlési képviselők kétharmadának támogató szavazata szükséges. 2011. december 31-ig volt hivatalában.

## Családja
Nős, felesége az Országos Kriminológiai Intézet munkatársa. Egy lánygyermekük és egy fiúgyermekük van.

## Főbb művei
- Philip Shabecoff: Egy vad zöld tűz – az amerikai környezetvédelmi mozgalom; EMLA, Bp., 1999
- Környezetvédelmi demokrácia a gyakorlatban. Kézikönyv a közösségi részvételről környezetvédelmi és vízügyi hatóságok szakemberei részére; Közép- és Kelet-európai Regionális Környezetvédelmi Központ, Szentendre, 2002
- A környezeti demokrácia megvalósulása Magyarországon; tan. F. Nagy Zsuzsa, Fülöp Sándor, Móra Veronika; Ökotárs Alapítvány, Bp., 2002
- Környezeti demokrácia Magyarországon. A TAI módszertannal végzett második magyar környezeti demokrácia felmérés eredményei; szerk. Fülöp Sándor; EMLA Környezeti Management és Jog Egyesület, Bp., 2005
- Egyesületek bírósági nyilvántartásba vételi gyakorlata. Összehasonlító elemzés a Nonprofit szektor analízis 2005-ben végzett felmérése alapján; szerk. Márkus Eszter; EMLA Egyesület, Bp., 2006
- Közösségi részvétel az erdők védelmében; szerk. Fülöp Sándor; EMLA Egyesület, Bp., 2006
- Javaslatok a magyar szennyezéskibocsátási és átviteli nyilvántartás rendszer (PRTR) kialakításához; EMLA Egyesület, Bp., 2006
- A szegénység felszámolása Magyarországon; szerk. Fülöp Sándor; Ökopolisz Alapítvány, Bp., 2017 (Országunk-világunk átalakítása)
- Az éhezés megszüntetése Magyarországon; szerk. Fülöp Sándor; Ökopolisz Alapítvány, Bp., 2018 (Országunk-világunk átalakítása)

## Külső hivatkozások
- Fülöp Sándor szakmai életrajza[halott link]
- Fülöp Sándor életrajza a greenfo.hu-n
- Interjú Fülöp Sándorral – Videa.hu-videó – https://web.archive.org/web/20081219072710/http://www.magyarhirlap.hu/cikk.php?cikk=155828